# Ona Munson
Ona Munson, pseudonimo di Owena Walcott (Portland, 16 giugno 1903 – New York, 11 febbraio 1955), è stata un'attrice statunitense.

## Biografia

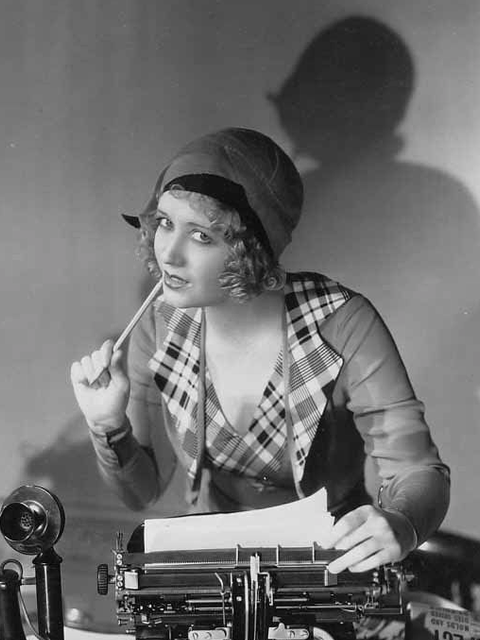
Una fotografia promozionale di Ona Munson del 1931.

Owena era l'ultima dei quattro figli di Owen e Sally Wolcott ed era di origini franco-canadesi (la bisnonna paterna era emigrata dal Québec nel 1865). I suoi tre fratelli e sorelle maggiori morirono in giovane età. I suoi genitori divorziarono negli anni venti e suo padre si risposò.
Cresciuta nell'ambiente del vaudeville nuovaiorchese degli anni venti, con lo pseudonimo di Ona Munson si affermò sui palcoscenici di Broadway come ballerina e interprete di commedie musicali. Dal palcoscenico passò a Hollywood all'inizio degli anni trenta con l'intenzione di proseguire la carriera come interprete brillante, ma le vennero invece affidati molti ruoli drammatici durante gli anni trenta e quaranta. La sua interpretazione più conosciuta è quella della prostituta Bella Watling in Via col vento (1939), e abbastanza noto è anche il ruolo, simile, di Gin Sling ne I misteri di Shanghai (1941) di Josef von Sternberg. Infine, nel 1952 e nel 1953, partecipò a due serie televisive antologiche dedicate al teatro, Broadway Television Theatre e Armstrong Circle Theatre.
A metà degli anni cinquanta, la salute di Ona Munson cominciò a vacillare a causa di un intervento chirurgico; ella usava spesso dei barbiturici. Nel febbraio del 1955, suo marito Eugène Berman la trovò morta nel loro appartamento di Manhattan: si era suicidata a seguito di un sovradosaggio di barbiturici.

## Vita privata
Ona Munson sposò in seconde nozze il pittore Eugène Berman nel 1950, dopo un matrimonio di cinque anni con l'attore Edward Buzzell. Ebbe anche varie relazioni documentate con donne, tra le quali Alla Nazimova e la drammaturga Mercedes de Acosta. Gli storici Billy Harbin e Kim Marra ritengono che le sue nozze fossero dei matrimoni di convenienza per nascondere la sua omosessualità.

## Omaggi
- Le è stata dedicata una stella sulla Walk of Fame (la passeggiata delle celebrità) della Hollywood Boulevard.

## Filmografia
- The Head of the Family, regia di Joseph C. Boyle (1928)
- Going Wild, regia di William A Seiter (1930)
- The Hot Heiress, regia di Clarence G. Badger (1931)
- Broadminded, regia di Mervyn LeRoy (1931)
- Five Star Final, regia di Mervyn LeRoy (1931)
- His Exciting Night, regia di Gus Meins (1938)
- Passione ardente (Dramatic School), regia di Robert B. Sinclair (1938)
- Scandal Sheet, regia di Nick Grinde (1939)
- Legion of Lost Flyers, regia di Christy Cabanne (1939)
- Via col vento (Gone with the Wind), regia di Victor Fleming (1939)
- The Big Guy, regia di Arthur Lubin (1939)
- Wagons Westward, regia di Lew Landers (1940)
- La riva dei peccatori (Lady from Louisiana), regia di Bernard Vorhaus (1941)
- Il richiamo del nord (Wild Geese Calling), regia di John Brahm (1941)
- I misteri di Shanghai (The Shanghai Gesture), regia di Josef von Sternberg (1941)
- Drums of the Congo, regia di Christy Cabanne (1942)
- Idaho, regia di Joseph Kane (1943)
- Il naufrago (The Cheaters), regia di Joseph Kane (1945)
- Dakota, regia di Joseph Kane (1945)
- La casa rossa (The Red House), regia di Delmer Daves (1947)

## Doppiatrici italiane
- Giovanna Scotto in Via col vento
- Andreina Pagnani in I misteri di Shanghai
- Benita Martini in Via col vento (ed. 1977)